# Merlin Olsen
Pour les articles homonymes, voir Olsen.
College Football Hall of Fame 1980
Pro Football Hall of Fame 1982
(en) Statistiques sur pro-football-reference
Merlin Jay Olsen, né le 15 septembre 1940 à Logan dans l'Utah et mort le 11 mars 2010, est un joueur américain de football américain, également acteur.

## Biographie
Il a évolué au poste de defensive tackle. Après sa carrière sportive, il est devenu commentateur sportif et acteur.
Ses deux frères, Phil et Orrin, ont été également joueurs professionnels de football américain.

### Football américain

#### Niveau universitaire
Il étudia à l'Université d'État de l'Utah, il remporta le Outland Trophy en 1961. Il joua le Hula Bowl après sa dernière saison universitaire.

#### Niveau professionnel
Merlin eut le choix entre la National Football League (NFL) et l'American Football League (AFL), deux ligues professionnelles rivales, mais choisit la NFL. Il fut donc drafté en 1962 à la 3e place (premier round) par les « Rams de Los Angeles », l'ancien nom des Rams de Saint-Louis alors que la franchise était basée à Los Angeles.
Son premier contrat était de 50 000 dollars US pour deux années plus bonus alors que le salaire moyen d'un joueur en 1962 était plus proche de 12 000 dollars US par année.
Star en défense, en 1963, il fut associé dans la ligne défensive à Deacon Jones, Rosey Grier et Lamar Lundy. Cette association sera notoire comme les « Fearsome Foursome » et souvent vue comme l'une des meilleures de toute l'histoire de la NFL.
En quinze saisons, il ne manqua aucun match, « terrorisant » ses adversaires dans les années 1960 et 1970.
Il remporta le Bert Bell Award en 1974.
Il fut sélectionné quatorze fois au Pro Bowl (1962, 1963, 1964, 1965, 1966, 1967, 1968, 1969, 1970, 1971, 1972, 1973, 1974 et 1975), manquant seulement le match à sa dernière saison. Ceci est un record à égalité avec Bruce Matthews. Il fut également MVP du match de 1968.
Son numéro 74 a été retiré dans la franchise des Rams.
En 1999, il a été classé 25e dans la liste des 100 plus grands joueurs de football américain par The Sporting News.
Il a intégré le College Football Hall of Fame en 1980 et le Pro Football Hall of Fame en 1982.
Désigné par les votants du Pro Football Hall of Fame, il fait partie de l'équipe NFL de la décennie 1960 et 1970.
Il meurt à Duarte (Californie) le 11 mars 2010 après un court combat contre un mésothéliome dépisté fin 2009.

### Reconversion
Après sa carrière sportive, il est devenu commentateur sportif sur NBC en équipe avec Dick Enberg dans les années 1980.
Il fera aussi carrière comme acteur, jouant par exemple dans Les Géants de l'Ouest (The Undefeated) (1969) avec John Wayne et Rock Hudson. Il joua également le rôle de Jonathan Garvey dans La Petite Maison dans la prairie.

## Filmographie

### Cinéma
- 1969 : Les Géants de l'Ouest (The Undefeated) : Caporal Little George
- 1971 : Le Dernier Train pour Frisco (One More Train to Rob) : Eli Jones
- 1971 : Rio Verde (Something Big) : Sgt. Fitzsimmons
- 1975 : Liquidez l'inspecteur Mitchell (Mitchell) d'Andrew V. McLaglen : Benton

### Télévision
- 1970 : Petticoat Junction (série télévisée) : Merlin Fergus
- 1973 : Kung Fu (série télévisée) : Perlee Skowrin
- 1977 - 1981 : La Petite Maison dans la prairie : Jonathan Garvey
- 1978 : Du feu dans le ciel (téléfilm) : Stan Webster
- 1980 : The Golden Moment: An Olympic Love Story (téléfilm) : Todd Simms
- 1981 : Walking Tall (série télévisée) : Webb McClain
- 1981 - 1983 : Le grand frère : John Michael Murphy
- 1982 : The Juggler of Notre Dame (téléfilm) : Jonas
- 1984 : Time Bomb (téléfilm) : Jake Calahan
- 1986 : Fathers and Sons (série télévisée) : Buddy Landau
- 1988 : Aaron's Way (série télévisée) : Aaron Miller
- 1988 : Aaron's Way: The Harvest (téléfilm) : Aaron Miller